# Nunciatura apostólica en Argentina
La Nunciatura Apostólica en Argentina es la misión diplomática de la Santa Sede ante la República Argentina.  Su sede se encuentra en el Palacio Fernández Anchorena, ubicado en la ciudad de Buenos Aires.  El actual nuncio apostólico es el arzobispo Mirosław Adamczyk, quien fue nombrado para el cargo por el Papa Francisco el 22 de febrero de 2020.
La Nunciatura Apostólica ante la República Argentina es una representación eclesiástica de la Iglesia Católica en Argentina que posee rango de embajada.  El nuncio apostólico actúa tanto como embajador de la Santa Sede ante el Presidente de Argentina, como también en calidad de delegado y vínculo oficial entre el papa y la jerarquía eclesiástica local.

## Representantes papales en Argentina
Delegados Apostólicos
- Lodovico Maria Besi (9 de julio de 1850-26 de mayo de 1851)
- Lorenzo Barili (26 de mayo de 1851-17 de junio de 1856)
- Vincenzo Massoni (26 de septiembre de 1856 - 3 de junio de 1857)
- Marino Marini (14 de agosto de 1857-27 de marzo de 1865)
- Angelo Di Pietro (31 de diciembre de 1877-30 de septiembre de 1879)
- Luigi Matera (19 de septiembre de 1879 – 14 de octubre de 1884)

Internuncios Apostólicos
- Antonio Sabatucci (24 de abril de 1900 - 9 de noviembre de 1906)
- Achille Locatelli (22 de noviembre de 1906 - 8 de julio de 1916)
- Alberto Vassallo-Torregrossa (2 de mayo de 1916 - 6 de agosto de 1920)
  - se convirtió en nuncio el 5 de julio de 1916

Nuncios Apostólicos
- Beda Giovanni Cardinale, OSB (25 de julio de 1922 - 29 de agosto de 1925)
- Filippo Cortesi (19 de octubre de 1926 - 4 de junio de 1936)
- Giuseppe Fietta (20 de junio de 1936 – 26 de enero de 1953)
- Mario Zanin (7 de febrero de 1953 - 4 de agosto de 1958)
- Umberto Mozzoni (20 de septiembre de 1958 - 19 de abril de 1969)
- Lino Zanini (7 de mayo de 1969 - 29 de diciembre de 1973)
- Pio Laghi (27 de abril de 1974 - 10 de diciembre de 1980)
- Ubaldo Calabresi (23 de enero de 1981 - 4 de marzo de 2000) [1]
- Santos Abril y Castelló (4 de marzo de 2000 - 9 de abril de 2003)
- Adriano Bernardini (26 de abril de 2003  - 15 de noviembre de 2011) [2]
- Emil Paul Tscherrig (5 de enero de 2012 - 12 de septiembre de 2017) [2]
- Léon Kalenga Badikebele (17 de marzo de 2018  – 12 de junio de 2019) [3]
- Mirosław Adamczyk (22 de febrero de 2020  - presente)